# 이시도르 조프루아 생틸레르
이시도르 조프루아 생틸레르(프랑스어: Isidore Geoffroy Saint-Hilaire, 1805년 12월 16일~1861년 11월 10일)은 프랑스의 동물학자이자 정상 구조에서의 편차에 대한 권위자이다. 1854년에 그는 éthologie(동물행동학)라는 용어를 만들어냈다.

## 생애

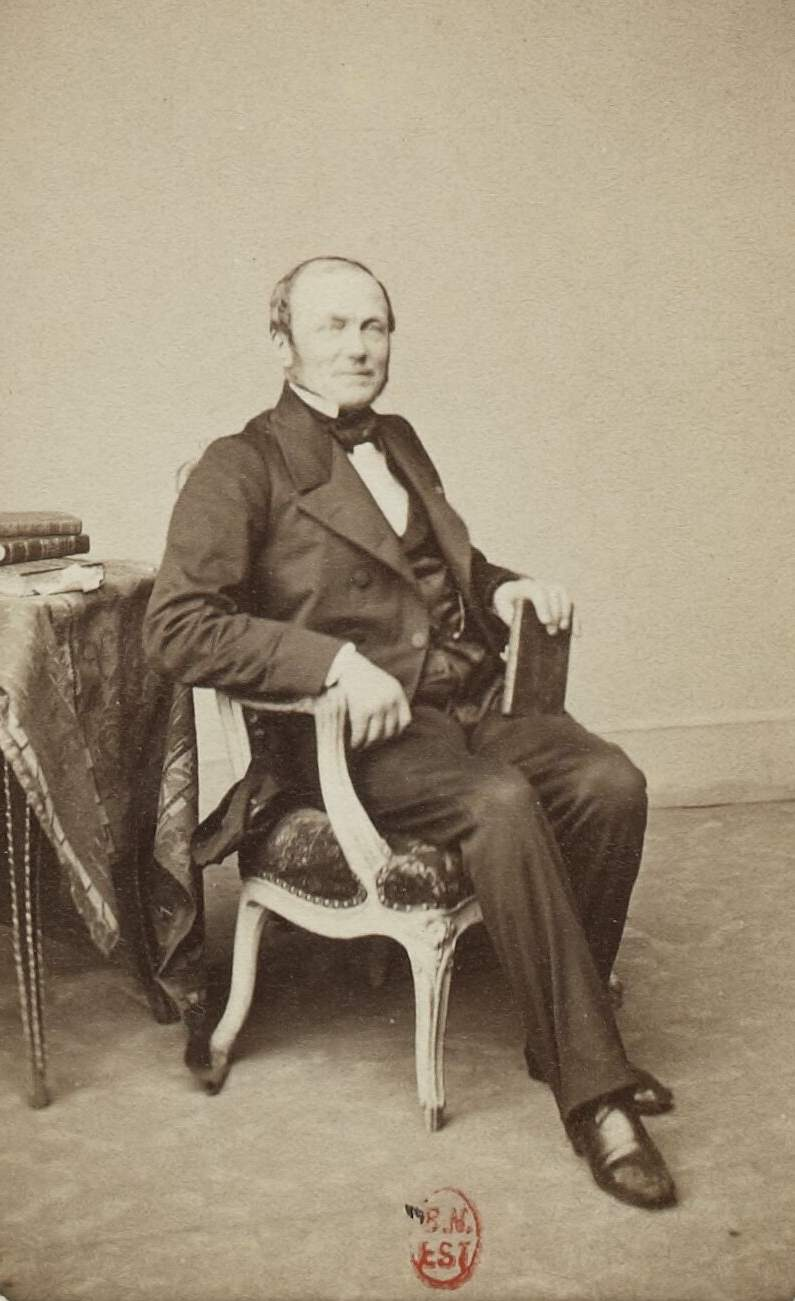
이시도르 조프루아 생틸레르

1805년 파리에서 박물학자 에티엔 조프루아 생틸레르의 아들로 태어났다. 어린 시절 수학에 재능을 보였지만 결국 박물학과 의학 연구에 몰두했으며 1824년에는 아버지의 보조 자연학자로 활동했다. 1829년에 아버지를 위해 조류학 강의의 두 번째 부분을 맡아 강의했으며 그 후 3년 동안 아테네(Athénée)에서 동물학을, 에콜 프라티크(École pratique)에서 기형학을 가르쳤다.
그는 1833년에 프랑스 과학 아카데미 회원으로 선출되었고, 1837년에는 파리 과학부에서 아버지의 대리인으로 임명되었다. 그 다음해에 그는 보르도로 파견되어 그곳에서도 비슷한 교수진을 조직했다. 그 후 그는 1840년 파리 아카데미 감사원장, 1841년 아버지의 은퇴 후 박물관 교수, 1844년 대학 감사원장, 1845년 대중 교육을 위한 왕립 위원회 위원을 잇따라 맡았으며 1850년에는 앙리 마리 뒤크로테이 드 블랑빌이 사망하면서 과학부 동물학 교수직을 맡게 되었다. 1854년에는 Société zoologique d'acclimatation(동물 순응 협회)를 설립했으며 회장직을 맡기도 했다.
그는 배꼽영양아(omphalosites), 복장틈새증(celosomya), 자웅동체(hermaphroditism) 등에 대한 연구를 했으며 teratologie(기형학)라는 용어를 도입한 것으로 알려져 있다. 생틸레르는 1832년부터 1837년까지 그의 대표 기형학 작업물인 Histoire générale et particulière des anomalies de l'organisation chez l'homme et les animaux를 출판했다.
1861년 파리의 자신의 자택에서 사망하여 페르 라셰즈 묘지에 묻혔다.
남아메리카 고유종 거북인 프리놉스 힐라리(Phrynops hilarii)의 학명은 이시도르 조프루아 생틸레르를 기리기 위해 지어졌다.

## 대표 연구
- Histoire générale et particulière des anomalies de l'organisation chez l'homme et les animaux (1832-1837).
- Essais de zologie générale (1841).
- La vie Étienne Geoffroy Saint-Hilaire (1847).
- 순응 및 가축화 데 애니모 유틸리티 (1849).
- Lettres sur les materials alimentaires et particulièrement sur la viande de cheval (1856).
- Histoire naturelle générale des règnesorganiques (3권, 1854~1862)는 미완성으로 남아있다.

또한 생틸레르는 동물학, 비교해부학 및 고생물학에 관한 다양한 논문을 집필했다.